# Jeanerette
Jeanerette és una població dels Estats Units a l'estat de Louisiana. Segons el cens del 2000 tenia 5.997 habitants.

## Demografia
Segons el cens del 2000, Jeanerette tenia 5.997 habitants, 2.057 habitatges, i 1.513 famílies. La densitat de població era de 1.047,7 habitants/km².
Dels 2.057 habitatges en un 35,7% hi vivien nens de menys de 18 anys, en un 42,2% hi vivien parelles casades, en un 26,2% dones solteres, i en un 26,4% no eren unitats familiars. En el 24% dels habitatges hi vivien persones soles el 10,8% de les quals corresponia a persones de 65 anys o més que vivien soles. El nombre mitjà de persones vivint en cada habitatge era de 2,92 i el nombre mitjà de persones que vivien en cada família era de 3,46.
Per edats la població es repartia de la següent manera: un 31,6% tenia menys de 18 anys, un 10,7% entre 18 i 24, un 24,9% entre 25 i 44, un 20,4% de 45 a 60 i un 12,4% 65 anys o més.
L'edat mediana era de 32 anys. Per cada 100 dones de 18 o més anys hi havia 80,9 homes.
La renda mediana per habitatge era de 22.888 $ i la renda mediana per família de 26.810 $. Els homes tenien una renda mediana de 36.170 $ mentre que les dones 15.000 $. La renda per capita de la població era d'11.871 $. Entorn del 31,2% de les famílies i el 34,2% de la població estaven per davall del llindar de pobresa.

## Poblacions més properes
El següent diagrama mostra les poblacions més properes.